# Étoile de l'Inde
Pour l’article homonyme, voir Ordre de l'Étoile d'Inde.
L’Étoile de l'Inde (de son nom officiel Star of India) a été, jusqu'à la découverte du Black Star of Queensland,, le plus gros saphir étoilé du monde avec ses 563,35 carats soit 112,67 g. Découvert au Sri Lanka, il est conservé au Musée américain d'histoire naturelle de New York. Il a la caractéristique inhabituelle d’avoir une étoile sur ses deux faces. Presque dépourvu d'impuretés, il a une couleur bleu gris et laiteuse, due à la présence de rutile qui est également responsable de la formation d'une étoile visible, phénomène appelé astérisme.

## Histoire
En 1900, un riche financier, le banquier John Pierpont Morgan, a fait don de l'étoile de l'Inde au Musée américain d'histoire naturelle à Central Park West à Manhattan. Le 29 octobre 1964, la fameuse pierre de la taille d’une balle de golf est volée, ainsi que plusieurs autres joyaux. Les voleurs passent en pleine nuit, par une fenêtre des toilettes, qu’ils avaient ouverte de l’intérieur pendant les heures d’ouverture. Le saphir est la seule gemme de la collection à être protégée par une alarme mais la batterie était morte. Dans les deux jours, le cambrioleur notoire Jack Murphy a été arrêté avec deux complices. Il a été condamné à une peine de trois ans de prison. Quelques mois plus tard, l'étoile de l'Inde a été récupérée dans un casier dans une gare routière à Miami avec une grande partie du butin.

## Autres saphirs célèbres
- Black Star of Queensland (733 carats)
- Saphir Logan (423 carats)
- Saphir Nertamphia (216 carats)
- Étoile de Bombay (182 carats)